# Santa Maria do Castelo (Alcácer do Sal)
Santa Maria do Castelo ist eine ehemalige Gemeinde (Freguesia) in Portugal. Sie gehörte zum Kreis Alcácer do Sal und hatte eine Fläche von 435,3 km² und 4044 Einwohner (Stand 30. Juni 2011); entsprechend betrug die Bevölkerungsdichte 9,3 Einw./km².

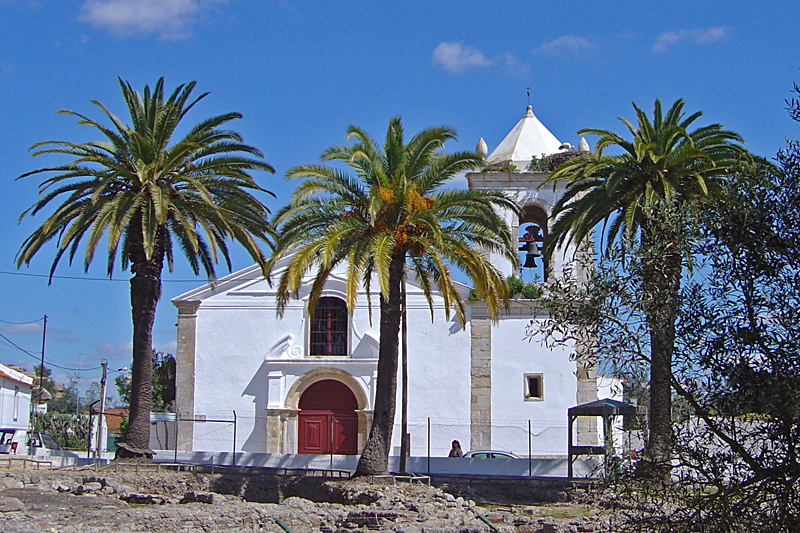
Santa Maria do Castelo

 Die Gemeinde umfasste u. a. einen Teil des Stadtbereichs von Alcácer do Sal, zusammen mit der ebenfalls zum gleichen Kreis gehörenden mit dieser zusammengefassten, ehemaligen Gemeinde von Santiago (Alcácer do Sal).
Am 29. September 2013 wurden die Freguesias Alcácer do Sal (Santa Maria do Castelo), Alcácer do Sal (Santiago) und Santa Susana zur neuen Freguesia União das Freguesias de Alcácer do Sal (Santa Maria do Castelo e Santiago) e Santa Susana zusammengefasst. Die Freguesia Alcácer do Sal (Santa Maria do Castelo) führte kein Wappen.